# Susceptibilité électrique
En électromagnétisme, la susceptibilité électrique {\displaystyle \chi \,} est une grandeur caractérisant la polarisation créée par un champ électrique (ou le champ électrique produit par de la matière polarisée). Ce phénomène se produit uniquement par l'intermédiaire d'un milieu matériel (souvent un matériau diélectrique), et dans de nombreux cas, si l'intensité du champ électrique {\displaystyle {\vec {E}}} utilisé est suffisamment faible ou si le diélectrique en question est isotrope, la polarisation {\displaystyle {\vec {P}}} vérifie la relation suivante :
{\displaystyle {\vec {P}}=\varepsilon _{0}\chi {\vec {E}}}
où {\displaystyle \varepsilon _{0}} est la permittivité du vide, et où la susceptibilité électrique {\displaystyle \chi \,} est un nombre complexe sans dimension. Ce cas est dit linéaire car il s'agit d'une relation de proportionnalité. Il permet d'interpréter le phénomène de réfraction : en effet, la susceptibilité est reliée, d'après les équations de Maxwell, à l'indice de réfraction n par la relation :
{\displaystyle n={\sqrt {1+\Re (\chi )}}},
où {\displaystyle \Re (\chi )\,} désigne la partie réelle de la susceptibilité électrique.

## Calcul de la susceptibilité électrique
Pour calculer la susceptibilité électrique, plusieurs approches sont possibles. Il faut dans tous les cas être capable de décrire l'effet d'un champ électrique sur les constituants de la matière. Les différents mécanismes possibles sont à l'origine de plusieurs types de polarisation :
- la polarisation électronique, toujours présente, due au déplacement et à la déformation du nuage électronique,
- la polarisation atomique ou ionique due aux déplacements des atomes ou des ions dans la structure du matériau,
- la polarisation d'orientation, pour les matériaux qui sont initialement déjà polarisés de façon microscopique, mais dont les éléments n'ont pas forcément la même orientation,
- la polarisation macroscopique due à des déplacements de charges dans l'ensemble du matériau.

### Difficultés du calcul
Dans la plupart des cas, plusieurs de ces phénomènes sont présents et se cumulent. La principale difficulté du calcul réside dans le fait que le champ électrique macroscopique dans lequel est plongé le matériau est souvent différent du champ électrique local qui agit réellement sur les constituants microscopiques et donc crée la polarisation. C'est pourquoi il faut distinguer susceptibilité (grandeur macroscopique) de polarisabilité (grandeur microscopique). Enfin, la polarisation modifiant en retour le champ électrique, il est souvent nécessaire de faire appel à une méthode auto-cohérente. 

### Exemple: modèle de l'électron élastiquement lié
On se place dans le cas d'un gaz très peu dense soumis à un rayonnement de fréquence {\displaystyle \omega }. La modélisation la plus simple fait appel à la notion d'atome de Lorentz décrivant l'interaction entre un atome et du rayonnement par la mécanique classique. Ce modèle, également appelé modèle de l'électron élastiquement lié, consiste à supposer que les électrons gravitant autour du noyau atomique sont soumis à trois forces :
- la force attractive de la part de ce noyau (supposée correspondre à un oscillateur harmonique de fréquence {\displaystyle \omega _{0}}),
- la force sinusoïdale due au champ électrique {\displaystyle {\vec {E}}},
- et une force de freinage[3] en {\displaystyle -\Gamma {\dot {r}}}.

Le mouvement obtenu peut alors être relié à celui d'un dipôle électrostatique, et finalement, la somme de tous les dipôles est égale à la polarisation {\displaystyle {\vec {P}}} recherchée. Ce modèle aboutit à l'expression suivante de la susceptibilité électrique :
{\displaystyle \chi ={\frac {\rho e^{2}}{m\varepsilon _{0}}}{\frac {\omega _{0}^{2}-\omega ^{2}+i\omega \Gamma }{(\omega _{0}^{2}-\omega ^{2})^{2}+\omega ^{2}\Gamma ^{2}}}\quad {\mbox{avec}}\quad \Gamma ={\frac {\omega _{0}^{2}e^{2}}{6\pi \varepsilon _{0}mc^{3}}}}
où
- e et m sont la charge et la masse de l'électron,
- {\displaystyle \rho } est la densité volumique du gaz,
- {\displaystyle \Gamma } est une fréquence caractéristique de la force de freinage,
- et c est la vitesse de la lumière dans le vide.

## Milieux anisotropes et non linéaires
Dans certains cas l'approche précédente est insuffisante. En effet, il est possible que la polarisation induite par le champ électrique soit différente selon la direction de celui-ci. Cela a pour conséquence le phénomène de biréfringence apparaissant avec certains cristaux anisotropes comme le spath d'Islande. On observe alors qu'un faisceau lumineux est séparé en deux lors de la traversée de ce type de cristal. Dans ce cas, l'expression reliant la polarisation au champ électrique est modifiée :
{\displaystyle {\vec {P}}=\varepsilon _{0}{\tilde {\chi }}\bullet {\vec {E}}},
où {\displaystyle {\tilde {\chi }}} est maintenant un tenseur d'ordre 2, autrement dit une matrice carrée 3x3. Si les trois dimensions spatiales sont nommées x, y et z, la relation précédente développée devient : 
{\displaystyle P_{x}=\varepsilon _{0}\chi _{xx}E_{x}+\varepsilon _{0}\chi _{xy}E_{y}+\varepsilon _{0}\chi _{xz}E_{z}}
{\displaystyle P_{y}=\varepsilon _{0}\chi _{yx}E_{x}+\varepsilon _{0}\chi _{yy}E_{y}+\varepsilon _{0}\chi _{yz}E_{z}}
{\displaystyle P_{z}=\varepsilon _{0}\chi _{zx}E_{x}+\varepsilon _{0}\chi _{zy}E_{y}+\varepsilon _{0}\chi _{zz}E_{z}}
On peut aller encore plus loin dans la description de la susceptibilité électrique car il existe des cas, en particulier pour des champs forts, où la polarisation n'est plus directement proportionnelle à E, mais contient aussi des termes en puissances de E. Par exemple, la polarisation peut contenir des termes en E ². Dans ces cas dits « non linéaires », on a recours à des susceptibilités électriques {\displaystyle \chi ^{(2)},\chi ^{(3)},...} qui sont des tenseurs. Pour comprendre les phénomènes qui en découlent, on a recours à l'optique non linéaire.